# Кам'яниця Вінтерів
Кам'яниця Вінтерів (конскрипційний № 712 2/4) — житловий будинок XIX століття, розташований в історичному центрі Львова, на вулиці Січових Стрільців, 8 (давніше — вул. Маєровська, вул. 3 Мая).

## Історія

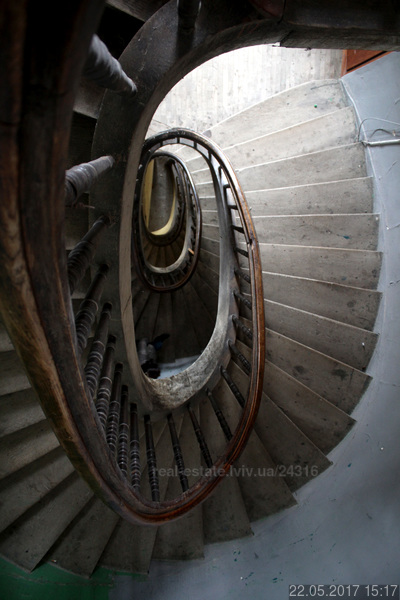
Гвинтові сходи в будинку на вул. Січових Стрільців, 8 у Львові

Кам'яниця Вінтерів збудована у 1840—1843 роках (як випливає з листа Людвіка Вінтера до магістрату Львова щодо стану даху будинку датованого 11 червня 1874 року). Вказаний лист підписаний Людвіком Вінтером як співвласником будинку, а також вказується, що він діє від імені інших співвласників будинку: Кароліни Вінтер, Юліуша Вінтера, Корнеля Вінтера, Олександра Вінтера та Емілії Вінтер. Людвік Вінтер працював суддею апеляційного та кримінального суду у Львові та перебував на цій посаді принаймні у 1839—1850 роках.
У друкованих виданнях вперше будинок згадується в довіднику «Handbuch des Lemberger Statthalterei-Gebietes in Galizien» за 1860 рік із зазначенням того, що у ньому містилася Дирекція фонду в справах відміни та викупу кріпосних повинностей Львівського адміністративного округу, утворена 29 жовтня 1853 року (деякі з працівників мешкали у цьому будинку, зокрема податковий інспектор Якуб Кульчицький та канцелярист Корнель Вінтер). У 1872 році вже згадується, що будинок перебував у власності колишнього радника Двору Корнеля Вінтера, тоді вже пенсіонера, який мешкав там принаймні до початку Першої світової війни.
Під тим самим конскрипційним номером будинок згадується у довіднику «Skorowidz król. stoł. miasta Lwowa z oznaczeniem podziału miasta, nazw ulic i placów, oliczbowania domów numerami konskrypcyjnemi i orjentacyjnemi z wymienieniem właścicieli realności — tudzież nazw, i numerów dawniejszych» за 1889 рік. При цьому, в інших джерелах підтверджується, що у 1889 році власниками будинку були вже спадкоємці Людвіка Вінтера.
У 1883 році в будинку містився кабінет лікаря Владислава Биліцького.
Станом на 1900 рік будинок перебував у власності Гелени Вінтер та графині Софії Дідушицької, а серед мешканців були адвокати Вільгельм Ґольцер, Марцин Самуель Ґоровиць, Леонард та Лешек Маєвські — принаймні до 1902 року. 1901 року в будинку народився польський поет єврейського походження Ян Мар'ян Гешелес. Від 1902 року і принаймні до 1935 року в будинку містилося Львівське староство та Рахункова комісія з регулювання земельного податку Львова та Львівського повіту, а в міжвоєнний період — видавництво «Mercury». Станом на 1910 рік тут містилася Повітова шкільна рада, Товариство податкових урядників (голова — Володимир Макаревич, заступник голови — Антоній Конопацький). Власниками будинку у 1912—1914 роках були адвокат Юліуш Вінтер та аускультант (нижчий ранг судового урядника) Рудольф Вінтер, пізніше щонайменше з 1922 року співвласником будинку в листуванні іменувався страховий урядник Модест Ольш (хоча найбільш імовірно власником 5/12 часток в будинку була його дружина Гелена — можливо до шлюбу Вінтер). Тут також мешкав радник цісарсько-королівського Намісництва у Королівстві Галичини та Володимирії Кароль Франц. З 1912 року по 1924 рік в будинку надалі знаходилось Львівське староство (на підставі договору оренди від 19 лютого 1912 року) та мешкали: староста повіту та радник намісника Антоній Шидловський.
Станом на 1916 рік в будинку мешкав правник, австрійський урядник Мацей Бесядецький, якого 2 січня 1918 року призначено радником Двору.
У 1922 році, на замовлення власників будинку, було проведено невелику реконструкцію за проєктом архітектора Зигмунта Шмукера.
З 5 листопада 1924 року в будинку (в частині яку до цього частково займало Львівське староство) мешкали окружний суддя Тадеуш Саметра (займав на третьому поверсі 4 кімнати з кухнею та туалетом), телефоніст Львівського воєводства — Ян Мальчевський з дружиною та однією дитиною (займав на третьому поверсі 2 кімнати без туалету та кухні), податковий урядник — Владислав Сохацький з дружиною та 6 дітьми (займав на третьому поверсі дві кімнати без туалету та кухні). У 1925 році телефоніст Львівського воєводства — Ян Мальчевський передав право користування кімнатами як офісом адвокату Роману Отто. Цікавим фактом є виникнення в 1927 році публічного спору між власниками кам'яниці та податковим урядником — Владиславом Сохацьким за користування туалетом на третьому поверсі з залученням магістрату Львова та поліції. За довідником 1929 року, в будинку містився Банковий дім Ґрюса. У 1930 році подвір'я кам'яниці використовувала фірма Чеховічка і Глімера.
У 1939 році в будинку функціювала лабораторія д-ра П. Тона, кабінет дантиста Якуба Дінера.
Нині тут містяться IT-офіс, магазин жіночого одягу, весільний салон, крамниця канцтоварів, хостели та точильна майстерня.

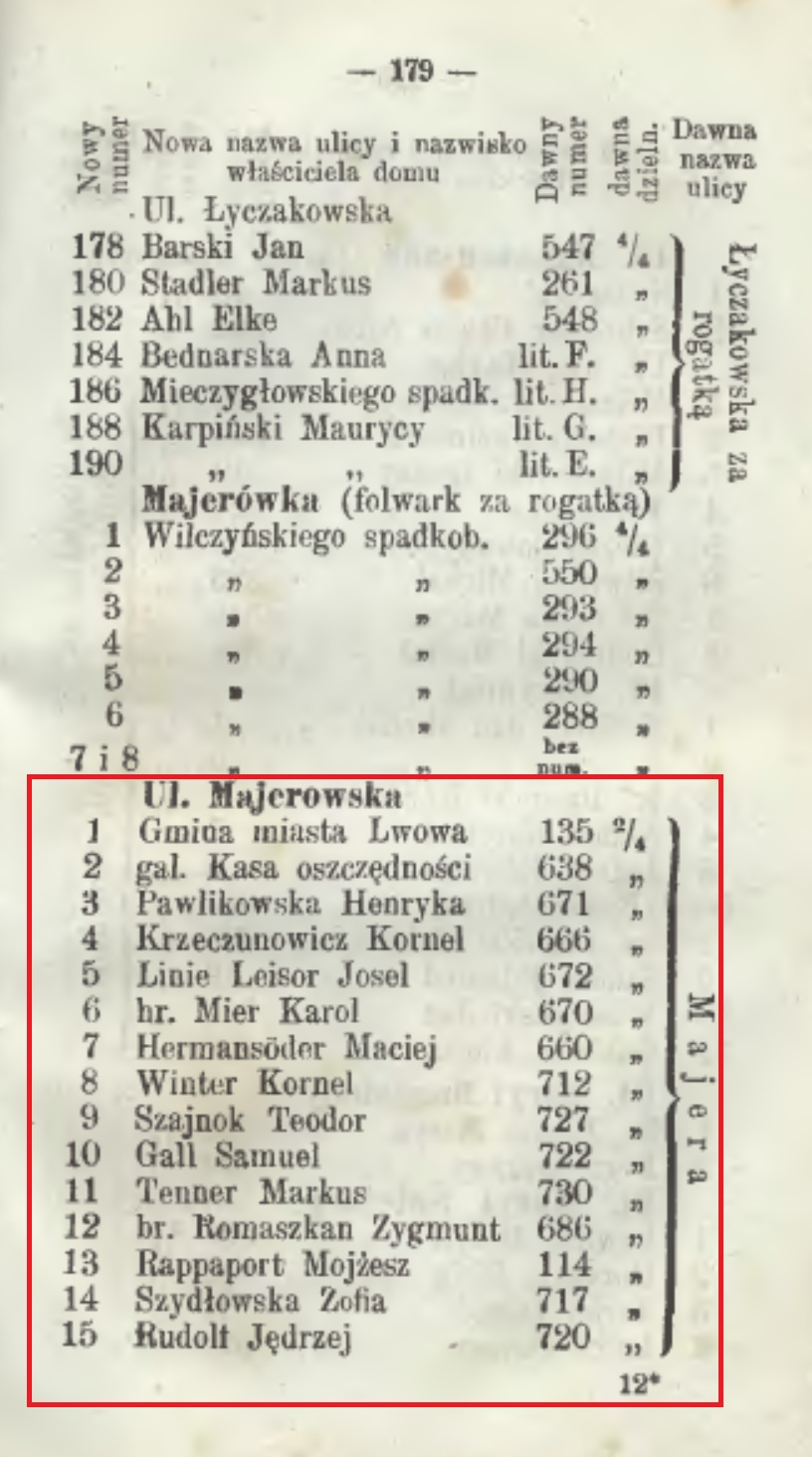
Довідник власників нерухомості Львова (1872 рік)
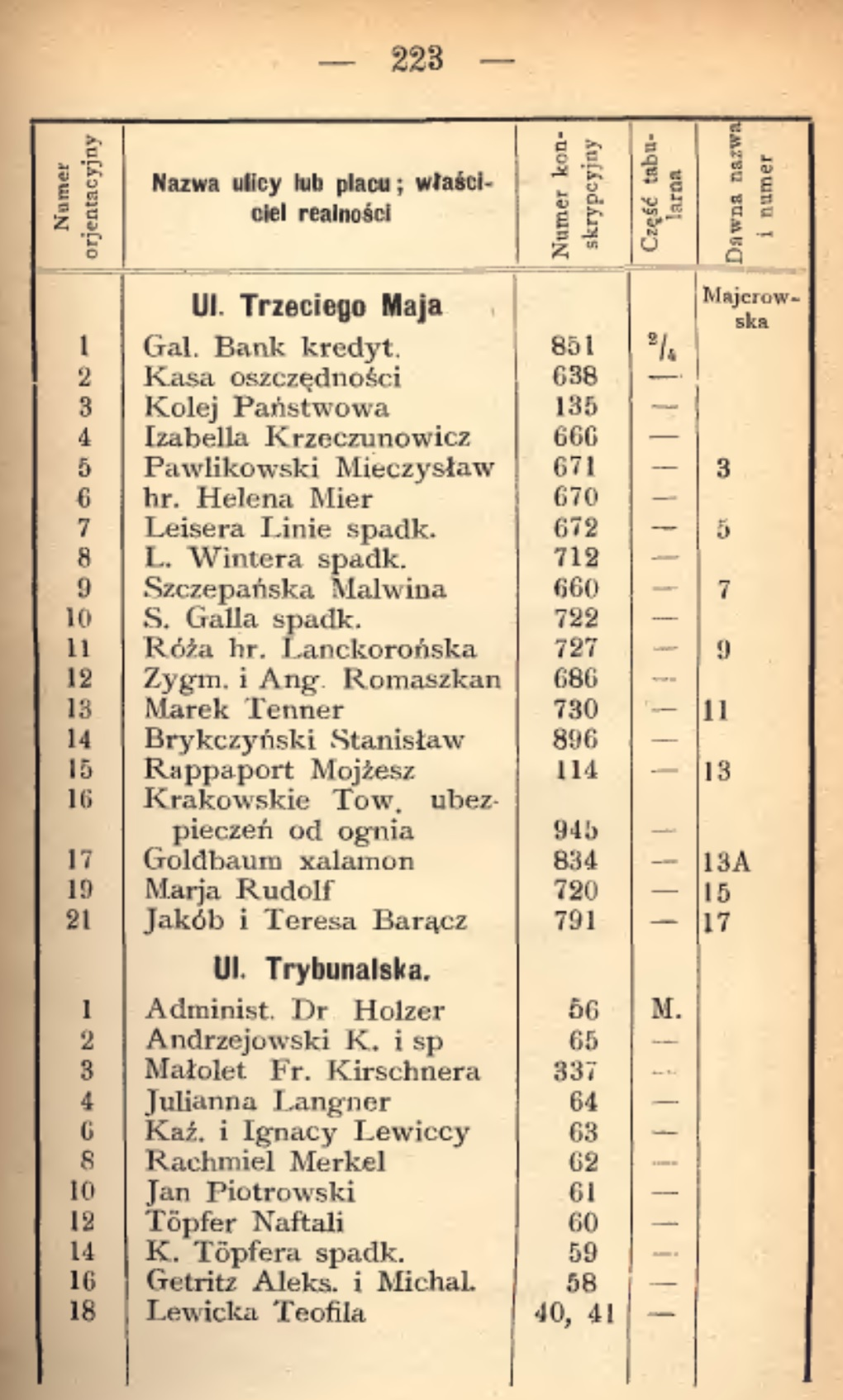
Довідник власників нерухомості Львова (1889 рік)
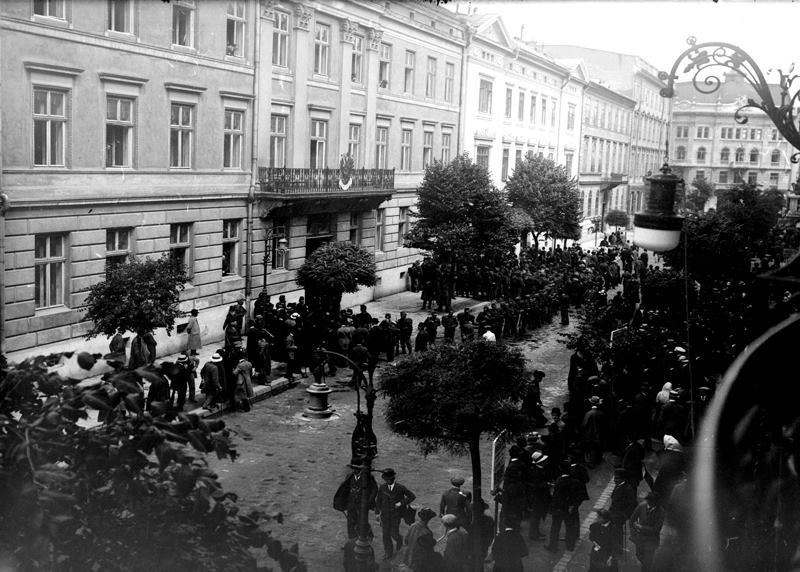
Львів, вул. Січових Стрільців, 8 (1919 рік)